# Lecane deridderae
Lecane deridderae är en hjuldjursart som beskrevs av Koste 1972. Lecane deridderae ingår i släktet Lecane och familjen Lecanidae. Inga underarter finns listade i Catalogue of Life.